# Dexícrates (cònsol 503)
Dexícrates (en llatí: Flavius Dexicrates; fl. 503) va ser un polític de l'Imperi Romà d'Orient, cònsol l'any 503, juntament amb Volusià.